# Зелена Поляна (Первомайський район)
Зелена Поля́на — село в Україні, у Благодатненській сільській громаді Первомайського району Миколаївської області. Населення становить 130 осіб.

## Населення

### Мова
Розподіл населення за рідною мовою за даними перепису 2001 року:
| Мова       | Кількість | Відсоток |
| ---------- | --------- | -------- |
| українська | 119       | 91.54%   |
| російська  | 11        | 8.46%    |
| Усього     | 130       | 100%     |